# Fedora Ngondola Assombalanga
Fedora Ngondola Assombalonga (ur. 4 czerwca 1969) – piłkarz z Demokratycznej Republiki Konga grający na pozycji pomocnika. W swojej karierze rozegrał 6 meczów i strzelił 1 gola w reprezentacji Zairu.

## Kariera klubowa
W swojej piłkarskiej karierze Assombalonga grał w klubie AS Bilima.

## Kariera reprezentacyjna
W reprezentacji Zairu Assombalonga zadebiutował 1 czerwca 1989 roku w zremisowanym 1:1 towarzyskim meczu z Wybrzeżem Kości Słoniowej, rozegranym w Abidżanie. W debiucie strzelił gola. W 1992 roku został powołany do kadry Zairu na Puchar Narodów Afryki 1992. Rozegrał na nim jeden mecz ćwierćfinałowy Nigerią (0:1). Od 1989 do 1992 wystąpił w kadrze narodowej 6 razy i zdobył 1 bramkę.